# Campanha de Corrientes
A Campanha de Corrientes ou Invasão de Corrientes decorrida entre os anos de 1865 e 1866, foi a segunda fase da Guerra do Paraguai, durante a qual o exército paraguaio ocupou militarmente a província de Corrientes. De certo modo, a ocupação paraguaia do Rio Grande do Sul e o subsequente cerco de Uruguaiana, no Brasil, também podem ser incluídos nesta fase.
Como resultado, a Argentina e o Uruguai entraram na guerra, que antes só se referia ao Paraguai e ao Brasil, assinando com este último um pacto secreto que foi chamado de "Tríplice Aliança". A invasão resultou em um fracasso absoluto para o exército agressor, e deu lugar à invasão do território paraguaio pelos exércitos dos três países aliados.

## Antecedentes
A ascensão ao poder na Argentina dos liberais de Bartolomé Mitre em 1862, após uma série de guerras civis em que os caudilhos que se opunham à supremacia de Buenos Aires foram derrotados, fortaleceram o poder central da Confederação. O general uruguaio Venancio Flores, que apoiava Mitre no exército argentino, retornou ao seu país de origem em 10 de abril de 1863, colocando-se à frente da insurreição dos colorados contra o governo de Montevidéu, governado pelos conservadores blancos de Bernardo Prudencio Berro. Embora declarando-se neutros, os argentinos imediatamente trabalharam a favor dos insurgentes, enviando armas e homens para Flores; por sua vez, o Império do Brasil, interessado em estender sua política expansionista no Rio de la Plata e ter o controle da navegação até o Mato Grosso, praticamente inacessível por terra, sob o pretexto de defender os interesses dos latifundiários brasileiros no território da Banda Oriental, intervieram ao lado dos colorados, lançando um ultimatum ao governo uruguaio em 4 de agosto de 1864.
O risco de comprometer o equilíbrio na região levou o presidente paraguaio Francisco Solano López, que também temia possíveis interferências liberais em seu país, a fazer uma série de duros protestos ao governo brasileiro; em 12 de outubro, uma expedição militar brasileira sob o comando do general Menna Barreto invadiu o Uruguai, ocupando a cidade de Melo, capital do departamento de Cerro Largo.
Depois de uma série de tensões, entre as quais se inseriu o episódio da apreensão, que ocorreu perto de Assunção, do navio mercante brasileiro Marques de Olinda e sua tripulação, os brasileiros se juntaram às forças de Flores e em 6 de dezembro e começaram a sitiar a cidade de Paysandú, que se opunha a uma resistência inesperada; Por sua vez Solano López assinou em 12 de dezembro um decreto que designava os comandantes da expedição que em 24 de dezembro iniciou a invasão de Mato Grosso, um região praticamente despovoada e fracamente guarnecida.

## Os planos de López
O sucesso paraguaio na campanha de Mato Grosso resultou na ocupação de vários locais militares, muitos dos quais foram durante anos motivos de contenda com o Brasil. No entanto, o território de mato grosso não tinha qualquer meio de comunicação com o resto do império, de modo que as tropas paraguaias não poderiam continuar avançando em território inimigo, para forçá-lo a se render ou negociar. Na queda de Paysandú, ocorrida em 2 de janeiro de 1865, López viu-se obrigado a abrir uma segunda frente, tentando chegar ao Rio Grande do Sul através da província argentina de Corrientes.
Pelos cálculos do presidente paraguaio, tal intervenção poderia ter apoio das províncias rebeldes de Corrientes e especialmente de Entre Ríos, cujo caudilho local, Justo José de Urquiza, com quem López continuava mantendo fortes laços diplomáticos, constituíra nos anos anteriores um espinho no lado do governo de Buenos Aires.
Depois de 20 de fevereiro Montevidéu capitula, e Venâncio Flores, assume o poder no Uruguai, imediatamente declarando guerra ao Paraguai. Isso ocorreu depois que Mitre recusou a passagem do exército paraguaio no território de Corrientes. Um congresso extraordinário realizado em março em Assunção declarou guerra à Argentina, conferindo plenos poderes (bem como o título de Mariscal) a Francisco Solano López.

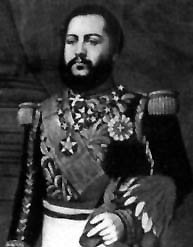
Retrato de Francisco Solano López

Este último, no entanto, não obteve a ajuda esperada por Urquiza, da qual, naqueles dias, o governo brasileiro comprou 30 mil cavalos em troca de uma enorme quantia em dinheiro.

## Invasão de Corrientes
Em 13 de abril de 1865, uma frota paraguaia de 5 navios ( Tacuarí, Paraguari, Marques de Olinda, Ygurey e Ypora ) sob o comando de Pedro Ignacio Meza desceu o rio Paraná até chegar ao porto da cidade de Corrientes, onde capturaram dois navios deles que se encontravam em reparo, o 25 de Mayo e o Gualeguay. No dia seguinte, um contingente de 3 000 homens liderados pelo general Wenceslao Robles, transportados por rio, desembarcam no porto e ocupam a cidade sem resistência.

As notícias da invasão chegaram com impacto considerável em Buenos Aires, também graças ao fato de que a declaração de guerra paraguaia tinha sido escondida do público argentino. O Presidente Mitre, no meio de uma violenta manifestação contra o Paraguai, pronunciou um famoso discurso em que disse:
Senhores, depois que a provocação foi lançada, depois do insulto perpetrado em nossa bandeira pelo tirano do Paraguai, quem governa você não pode lhe dizer outra coisa senão que as proclamações e as manifestações serão traduzidas em fatos, e que em vinte e quatro horas estaremos no quartel, em quinze dias no campo de batalha e em três meses em Assunção.
O governador de Corrientes, Manuel Ignacio Lagraña, que permaneceu fiel a Mitre, havia deixado a cidade pouco antes da chegada de Robles; por essa razão, os paraguaios montaram uma assembléia no dia 19 de abril, que designou à regência um triunvirato formado por Teodoro Gauna, Víctor Silvero e Sinforoso Cáceres.
Estando nos planos de López a ocupação de Corrientes uma ação para não deixar descoberto o flanco direito da expedição destinada a invadir o Brasil, General Robles acumulou um exército de 20 000 homens antes de partir ao sul, partindo na cidade uma guarnição de 1 500 soldados, depois suplementada por outros 2 000 que desembarcaram com artilharia pesada.

### Tratado da tríplice aliança e a reação argentina

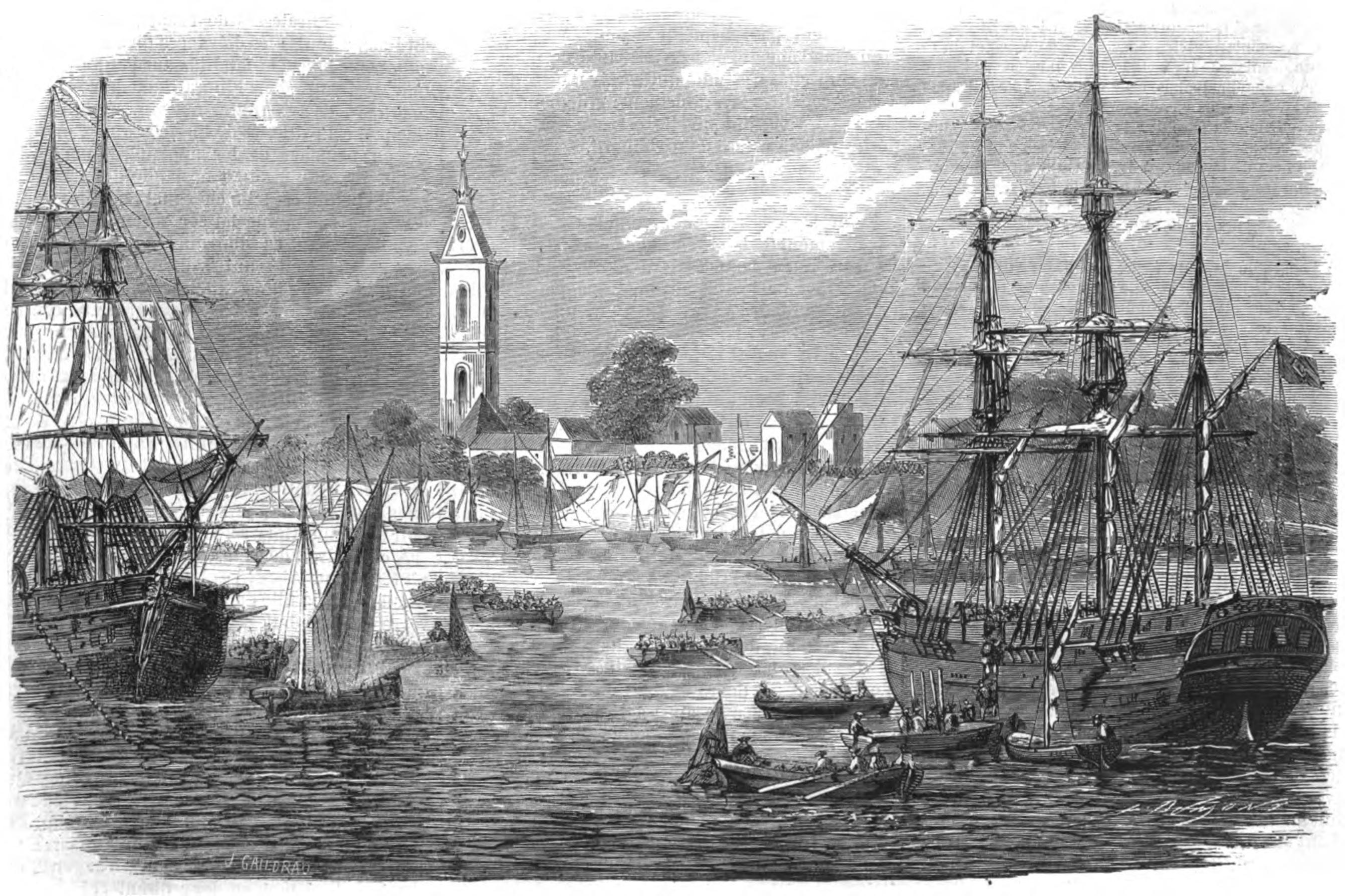
Chegada dos reforços brasileiros em Corrientes (Paraná) para a operação militar (J. Gaildrau).

Neste contexto, em 1º de maio de 1865, Brasil, Argentina e Uruguai assinaram o Tratado da Tríplice Aliança em Buenos Aires, que segundo o diplomata brasileiro Saraiva já estava marcado para uma reunião em Puntas del Rosario em 18 de junho de 1864, muitos meses antes do ataque paraguaio; três dias depois, a Argentina declarou formalmente guerra ao Paraguai.
Enquanto o governador de Corrientes, abrigado na cidade de San Roque, conseguiu reunir 3 500 voluntários desarmados e militares e mal armados, mais tarde integrados por 1 500 veteranos de Curuzú Cuatiá trazidos pelo general Nicanor Cáceres, Urquiza foi forçado a sair da ambiguidade e instruído a formar um exército provincial que, no entanto, formado por elementos federalistas acostumados a lutar contra Buenos Aires, encalhou em 3 de julho no chamado "Levantamento de Basualdo". Outro exército reunido na província de Entre Rios atingiu alguns meses depois, em 8 de novembro, durante o "Levantamento de Toledo", provocando desta vez uma repressão muito severa do próprio Urquiza.

### O avanço paraguaio e a reconquista de Corrientes

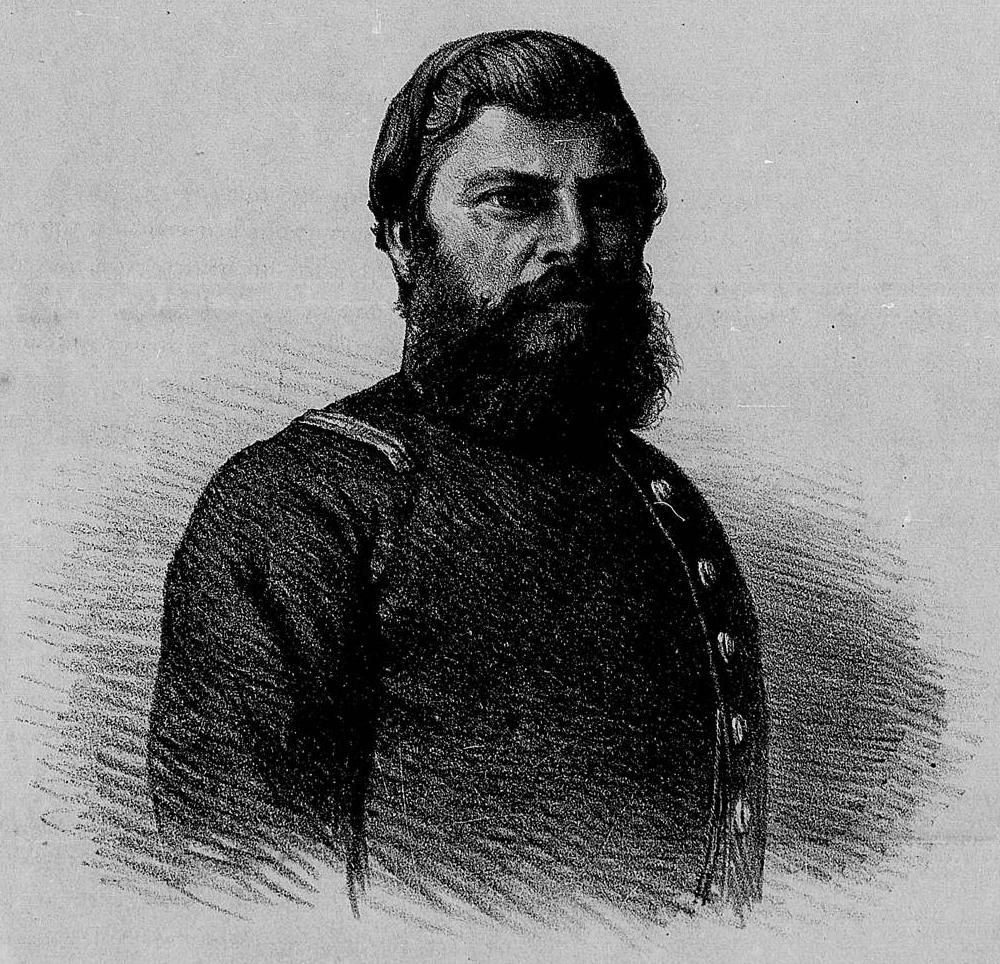
Coronel Estigarribia.

Enquanto Robles marchava para o sul, enfrentando a pequena resistência de pequenos grupos armados argentinos que não tinham chance de prendê-lo, ocupando em seqüência Bella Vista, Empedrado, Santa Lúcia e Goya, 250 quilômetros a leste uma segunda coluna de 12 000 homens, no Comando do tenente-coronel Antonio de la Cruz Estigarribia, cruzou o Paraná perto de Encarnación para ir para o sul ao longo da margem direita do rio Uruguai. Em 5 de maio, um grupo de 2 500 soldados sob o comando do major Pedro Duarte se separou da coluna e ocupou a cidade de Santo Tomé.
Em 25 de maio, um esquadrão argentino composto de 725 soldados, comandados pelo general Wenceslao Paunero, atinge inesperadamente Corrientes; depois de uma dura batalha casa a casa, os paraguaios derrotados se retiraram da cidade para o vizinho Empedrado, deixando mais de 400 mortos para trás. Em vez de aproveitar as vantagens estratégicas que poderiam oferecer a reconquista, com medo de um contra-ataque inimigo, Paunero, que não recebera os reforços planejados do General Cáceres, decidiu abandonar a cidade tão apressadamente que alguns soldados morreram afogados nas operações de reembarque.

## A batalha do Riachuelo

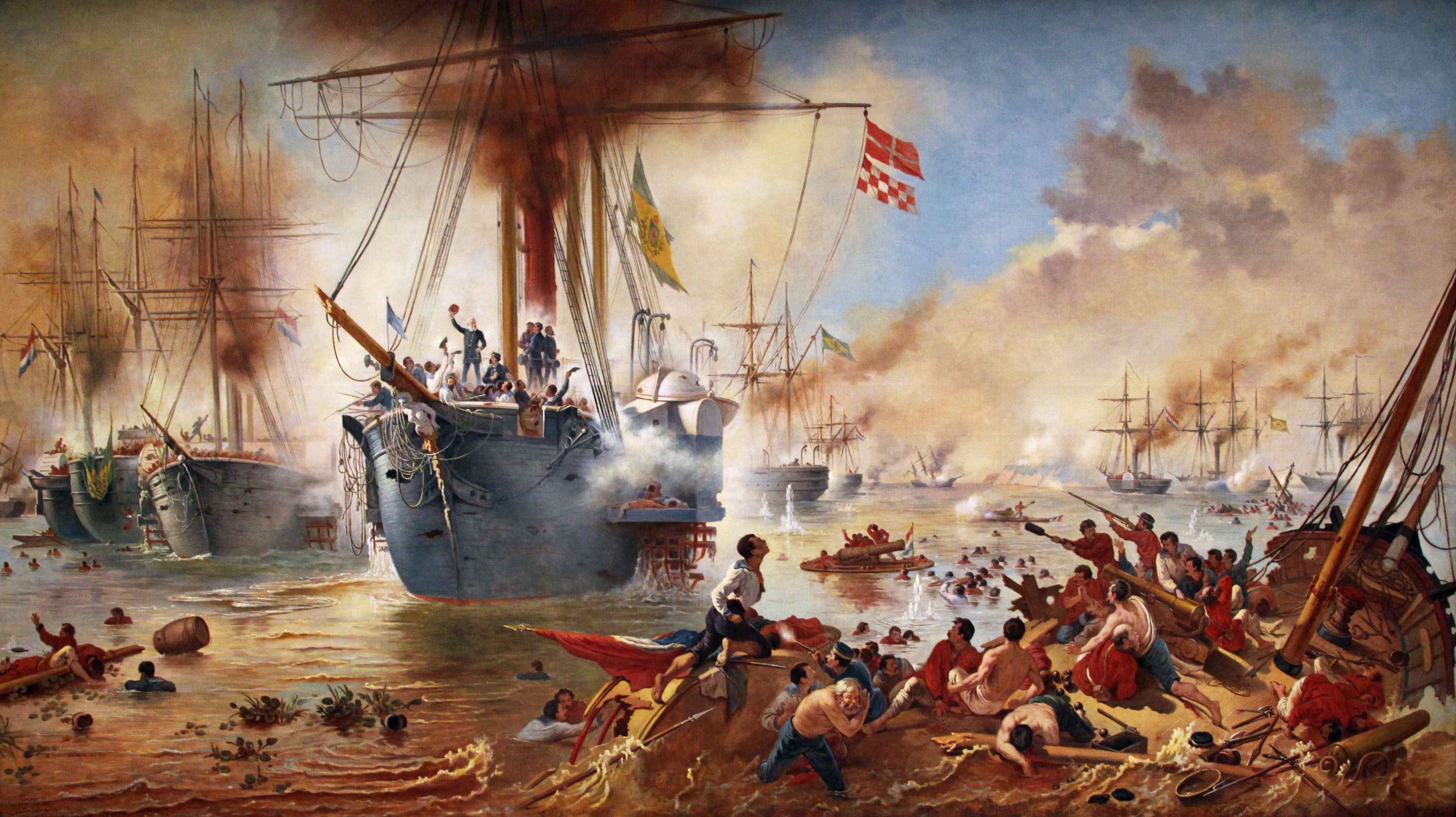
A batalha do Riachuelo, pintura de Victor Meirelles

Uma esquadra naval brasileira estava estacionada no rio Paraná, cinco milhas a jusante da cidade de Corrientes, perto da confluência do riacho Riachuelo; consistia em nove encouraçados e tinha a intenção de impedir a passagem do Atlântico para o Paraguai. Em 11 de junho de 1865, uma esquadra paraguaia composta de 8 navios e 5 barcaças atacou a frota brasileira, mas uma série de desvantagens minou o fator surpresa e a inferioridade do armamento dos atacantes acabou levando ao fracasso da operação, os paraguaios perderam três navios e barcaças, bem como várias centenas de homens. Os brasileiros, por sua vez, perderam um navio, enquanto um segundo permaneceu seriamente danificado; em vez de seguir o inimigo a caminho, no entanto, eles se retiraram mais a jusante, na cidade de Esquina. A batalha naval deu aos Aliados o controle total dos rios, isolando ainda mais o Paraguai.

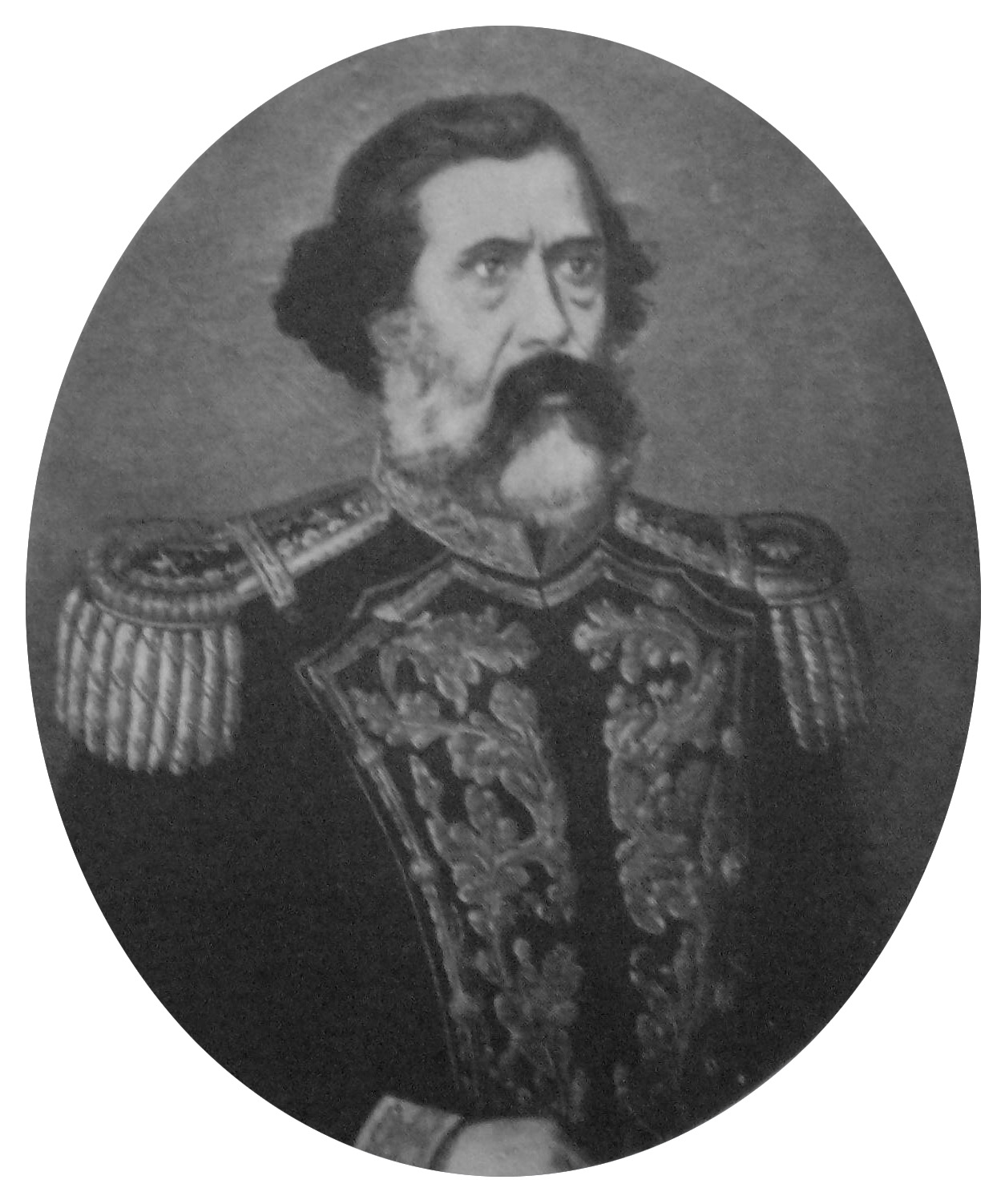
General Venancio Flores

## Batalha de Jataí

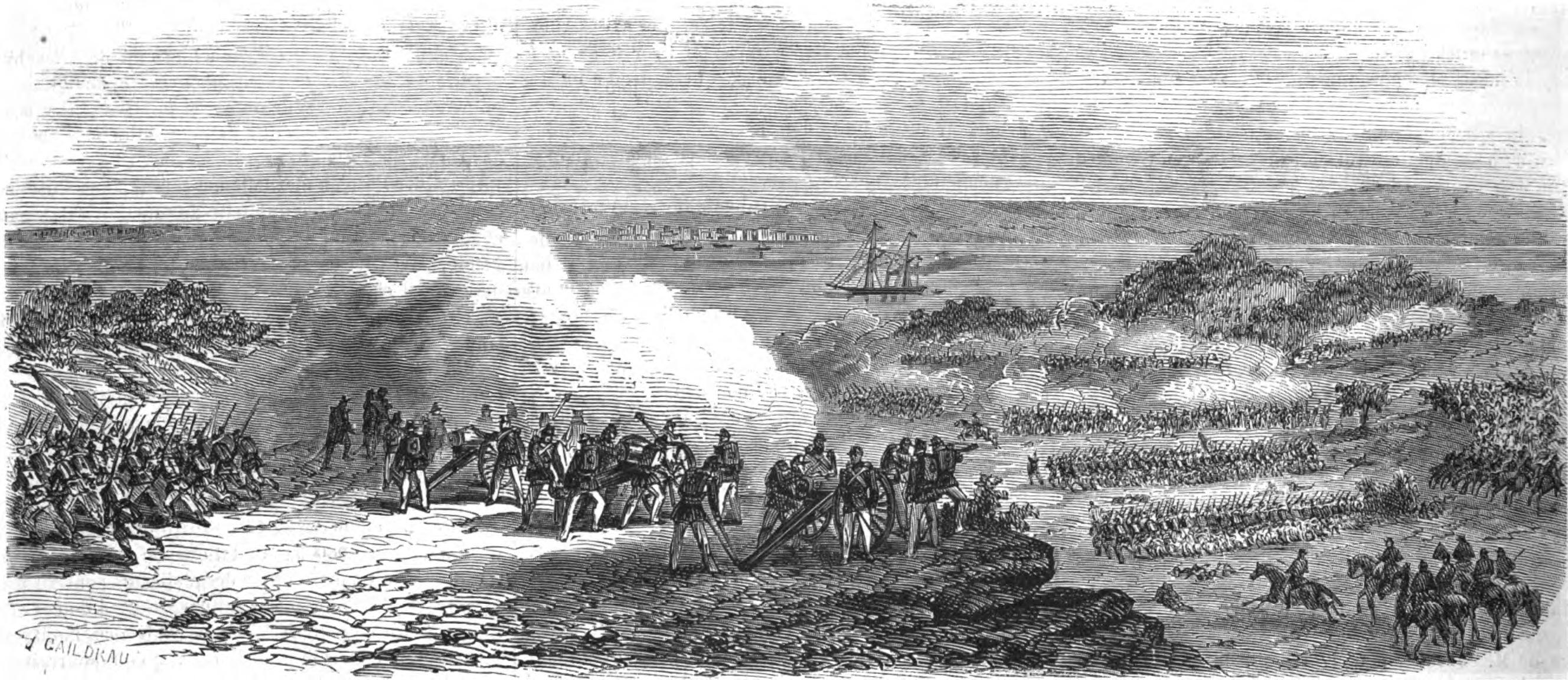
Batalha de Yatay.

Para conter o avanço da coluna leste, enquanto as tropas de Urquiza se dispersavam para não lutar ao lado de seus inimigos tradicionais, Venâncio Flores, que nesse meio tempo tomara todo o poder no Uruguai, correu para o comando de 3 600 homens; sem ser atacado pelos paraguaios, conseguiu juntar-se a outra coluna argentina de 4 000 homens, comandada pelo general Paunero, à qual foram somados outros contingentes de Corrientes para atingir um total de 10 000 soldados. Ao longo da margem direita hidrográfica do rio Uruguai, apontaram contra os 2 500 homens sob o comando do major Duarte, acampados perto da torrente de Jataí; depois de um reconhecimento conduzido pelo próprio Flores, os aliados cercaram o inimigo, cortando todas as rotas de fuga. Duarte tentou pedir reforços a Estigarribia, acampado no outro lado do Uruguai com a maior parte da coluna, obtendo uma resposta desdenhosa.
Em 17 de agosto, Flores atacou, mas os paraguaios se defenderam desesperadamente; a esmagadora maioria numérica, no entanto, trouxe a vitória aos aliados que também deixaram 1 500 mortos e feridos no campo; os perdedores foram todos mortos ou feitos prisioneiros. O mesmo Duarte foi capturado quando caiu de seu cavalo entre os soldados inimigos.

## Invasão do Rio Grande do Sul

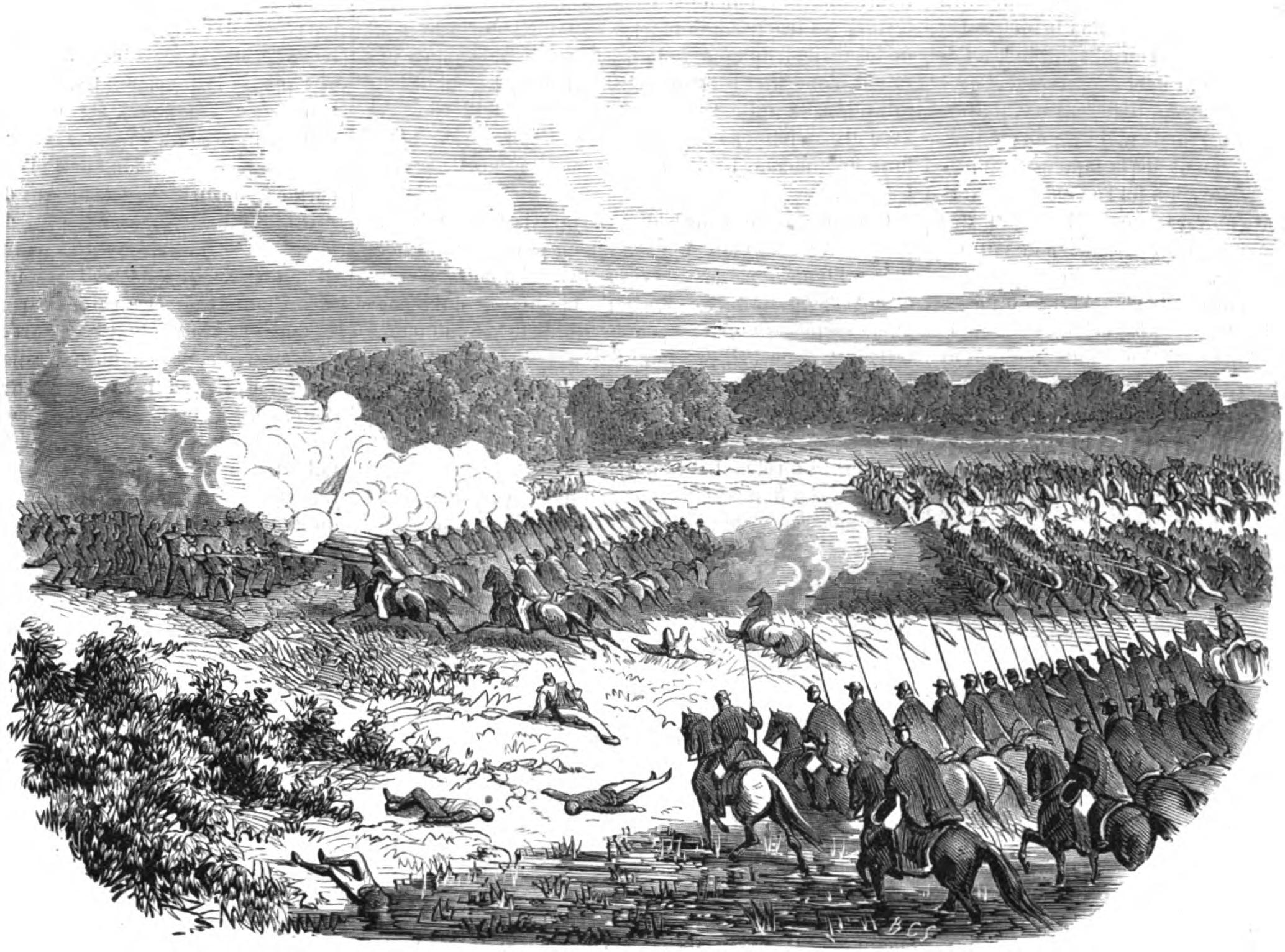
Batalha de Botuhy (26 de junho de 1865), entre uma divisão do Paraguai e duas brigadas do exército brasileiro do Rio Grande do Sul.

Com o intuito de forçar um acordo de paz com os brasileiros que lhe fosse favorável López ordena a invasão do Rio Grande do Sul. Sob o comando de Antonio Estigarribia são mobilizados para a tarefa de 10 a 12 000 soldados que são divididos em 2 colunas. A principal com 7 500 homens sob o comando direto do próprio Estigarribia tem a missão de adentrar no território brasileiro. 3 000 liderados pelo major Pedro Duarte não atravessam o rio Uruguai e acompanha a primeira coluna na costa do rio. Na manhã do dia 10 de junho de 1865 Estigarribia inicia os preparativos para a travessia. Os paraguaios atravessam o rio a canoa e a pé e com eles 5 canhões e 30 carretas com mantimentos. As 10 horas os paraguaios iniciam a invasão de São Borja encontrando no local uma fraca resistência de lanceiros comandados pelo coronel Ferreira Guimarães. A batalha dura 2 dias quando finalmente os brasileiros se retiram da vila, logo ocupada e saqueada pelos invasores durante uma semana. Animados pela vitória os paraguaios marcham para o sul, sempre na beira do rio Uruguai.
Estigarribia continua o avanço sempre as margens do rio Uruguai e logo chega em Itaqui; depois de perder uma parte de suas tropas devido a um ataque brasileiro em 26 de junho perto do riacho Mbutui, ocupou a cidade de Uruguaiana em 5 de agosto, enquanto no outro lado do Uruguai os paraguaios atingiram a torrente Yatay.

### Cerco de Uruguaiana

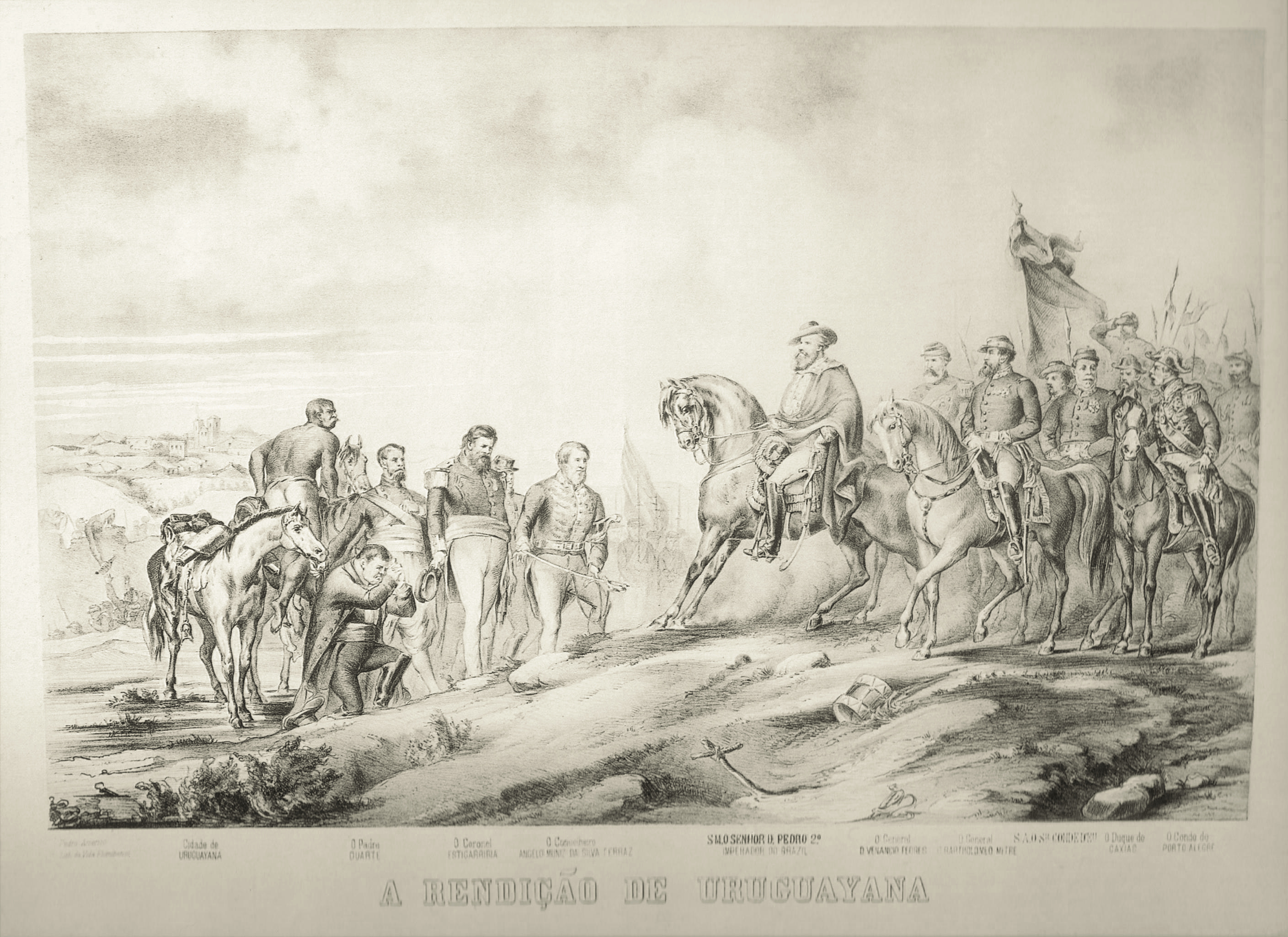
Rendição de Uruguaiana, desenho de Víctor Meirelles.

Após a derrota de Duarte em Jataí, do outro lado do rio, Estigarribia tentou se envolver em batalha, mas o general brasileiro Canabarro, que comandava 8 000 homens previamente limparam a área sem lutar, recusou a luta; mais tarde, em contravenção às ordens de López, ao invés de tentar retirar-se para o Paraguai, refugiou-se na cidade de Uruguaiana, enquanto na região as forças aliadas fluíam para formar um exército de 20 000 homens. Cercado por forças avassaladoras e sem suprimentos, Estigarribia recusou duas declarações de rendição de Venâncio Flores em 19 de agosto e 2 de setembro, esperando reforços do Paraguai; em 13 de setembro, no entanto, ele enviou uma nota em vão ao novo comandante das forças aliadas, Bartolomé Mitre, exigindo uma saída honrosa daquela situação.
Em um terceiro aviso de rendição pelo barão de Porto Alegre, em 18 de setembro, Estigarribia negociou a capitulação, pedindo a possibilidade de os oficiais irem para onde quisessem, incluindo o Paraguai, e a entrega de soldados uruguaios incorporados ao contingente do Império do Brasil, longe da vingança de Flores. O comandante paraguaio entregou sua espada ao ministro da guerra brasileiro, com a presença do imperador Pedro II no cerco. Os soldados paraguaios que se renderam foram vendidos como escravos e/ou forçados a se unirem a exércitos aliados para lutar contra sua terra natal.

## A retirada paraguaia
Em 26 de maio de 1865, após a ação argentina do General Paunero em Corrientes, Francisco Solano López enviou uma carta a Robles para instruí-lo a voltar à capital provincial; em vez de executar imediatamente a ordem, o general paraguaio respondeu em 29 de maio perguntando se esta disposição era válida mesmo depois que os argentinos deixaram a cidade. Uma outra carta dura do presidente obrigou-o a retirar-se para Empedrado, onde permaneceu até 23 de julho, quando foi acompanhado pelo ministro da guerra, Vicente Barrios, com a ordem de sua prisão.  Ao final de um julgamento sumário, o general, cujo trabalho López começou a desconfiar, foi posteriormente condenado à morte e executado em 8 de janeiro de 1866.
Colocado em uma situação que, segundo o historiador paraguaio Julio César Chaves, não tinha mais perspectivas, a Divisão do Sul foi chamada de volta ao Paraguai depois de um decreto presidencial de 3 de outubro; com eles, abrigaram muitos dos argentinos que haviam colaborado com os ocupantes. O novo comandante Francisco Isidoro Resquín realizou durante todo o mês de outubro as operações de retirada em direção ao litoral norte do Paraná, que terminou em 4 de novembro sem que o exército aliado tivesse sucesso em interferir.

## A batalha de Pehuajó
Após a retirada da província de Corrientes, os paraguaios reorganizaram-se no território nacional, reunindo em Paso de Patria, na confluência entre o Paraguai e o Paraná, um exército de 30 000 soldados. Francisco Solano López, que assumiu diretamente o comando, organizou uma série de ataques perturbadores aos Aliados por meio de pequenas unidades que, cruzando o Paraná em jangadas e canoas, realizaram ações de guerrilha em território inimigo. Em 30 de janeiro, um contingente paraguaio de 250 soldados, sob o comando do tenente Celestino Prieto, desembarcou perto de Corrales e atacou uma unidade de cavalaria argentina, perseguindo-a até a torrente Pehuajó; no final da ação eles repousaram a noite em uma colina perto do rio. No dia seguinte, o general Mitre enviou quatro batalhões da Guarda Nacional de Buenos Aires para encontrá-los, acompanhados por um esquadrão de cavalaria; percebendo a emboscada, os paraguaios abrigados na floresta, onde se juntaram outros reforços chegaram do outro lado do rio. Depois de uma resistência de 5 horas, que causou a perda de 900 soldados pelos argentinos, Prieto, que havia perdido cerca de 200 homens, conseguiu chegar à costa paranaense; aqui o tenente-coronel José Eduvigis Díaz desembarcou com outros 700 homens com a missão de proteger a travessia do rio Paraguai.
Apesar do sucesso, esse tipo de operação não se repetiria mais devido ao medo de emboscadas do exército aliado. A única outra ação importante foi conduzida por Díaz em 18 de fevereiro: desembarcou em Itatí, anteriormente abandonada pelos argentinos, e saqueou animais e cavalos.

## Consequências
Em 5 de abril de 1866, as forças aliadas tomaram posse da fortaleza de Itapirú, iniciando assim a terceira fase da guerra, a Campanha de Humaitá. Ao norte, a frente mato-grossense não tinha saída para os paraguaios, enquanto no nordeste do país, militarmente invicto, os brasileiros ocupavam facilmente o terreno entre o rio Ygurey e a cordilheira do Iguatemí .
A campanha de Corrientes resultou em um fracasso total para os paraguaios, não explorando uma melhor preparação militar inicial, dispersando o ataque em duas colunas sem objetivos claros; além disso, causou ou pelo menos acelerou a formação da "Tríplice Aliança", trazendo a disparidade de pessoal e recursos para níveis insustentáveis para o Paraguai. O fracasso em receber ajuda das províncias argentinas, nas quais López visava, condenou os paraguaios e os levou a derrota no que foi considerado por muitos como uma verdadeira guerra de extermínio.